# Katarzyna Rusek
Katarzyna Rusek (ur. 10 października 1986) – polska piłkarka.
Zawodniczka Czarnych Sosnowiec, z którymi wywalczyła Puchar Polski 2001/2002, Medyka Konin, z którym osiągnęła finał Pucharu Polski (2003/2004) i dwukrotnie go zdobyła (edycje 2004/2005 i 2005/2006), następnie w AZS PWSZ Biała Podlaska. Obecnie występuje w angielskim zespole Keynsham Town L.F.C..
W reprezentacji Polski debiutowała 2 lipca 2005, rozegrała 11 meczów. Uczestniczka eliminacji do Mistrzostw Świata 2007 i Mistrzostw Europy 2009. W kadrze U-16
wystąpiła 2 razy, w U-19 zaliczyła 16 występów i strzeliła 3 bramki.